# Mockbeggar (Swale)
Pour les articles homonymes, voir Mockbeggar.
Mockbeggar est un village anglais situé dans le Kent.